# III (Zebrahead)
| Recensione | Giudizio |
| ---------- | -------- |
| Kerrang!   | 4/5      |

III è il sesto EP del gruppo musicale statunitense Zebrahead, pubblicato il 26 novembre 2021. Si tratta della prima pubblicazione con il cantante Adrian Estrella al posto di Matty Lewis. Il disco fa parte di una trilogia di EP che comprende II e il futuro I, tutti registrati nella stessa sessione.

## Tracce
1. Lay Me to Rest – 3:39
2. A Long Way Down – 3:18
3. Homesick for Hope – 2:53
4. Out of Time – 2:48
5. Russian Roulette Is for Lovers? – 3:11

Durata totale: 15:49

## Formazione
- Ali Tabatabaee – voce
- Adrian Estrella – voce e chitarra ritmica
- Dan Palmer – chitarra elettrica
- Ben Osmundson – basso
- Ed Udhus – batteria, percussioni